# Тема Монреаля
Те́ма Монреаля — тема в шаховій композиції. Суть теми — білий король віддаляється від чорного короля, надаючи йому вільне поле і при цьому розв'язується біла фігура для створення загрози мату чорному королю, а захисти чорних побудовані на зв'язуванні тематичної фігури і відхід чорного короля на надане поле зумовлює виникнення мату іншою фігурою.  

## Історія
Цю ідею запропонував у 1946 році французький шаховий композитор П'єр Монреаль (08.06.1916 — 2002).
В рішенні задачі білий король вступним ходом надає вільне поле чорному королю, віддаляючись від нього і при цьому розв'язується тематична біла фігура, яка створює загрозу мату чорному королю. Чорні, захищаючись від загрози, зв'язують цю тематичну білу фігуру і створюють варіанти гри. При відході чорного короля на поле, яке надав білий король, мат виникає від іншої фігури, яка не створювала загрозу мату після вступного ходу білого короля.
Ідея дістала назву — тема Монреаля. Згодом у 60-х роках минулого століття ця тема пропагувалася французькими шаховими композиторами. У 1961 році шаховий клуб «Білий король», створений при автомобільному заводі «Пежо», провів тематичний конкурс по цій темі і арбітром конкурсу був автор теми — П'єр Монреаль.
|   | a | b | c | d | e | f | g | h |   |
| 8 | d8 білий ферзь · e8 білий слон · g7 білий король · h7 білий пішак · d6 біла тура · f6 білий кінь · c5 біла тура · f5 білий пішак · g5 чорний король · e3 білий кінь · g3 білий пішак · c2 чорний ферзь · a1 чорний слон · c1 білий слон · f1 чорна тура | d8 білий ферзь · e8 білий слон · g7 білий король · h7 білий пішак · d6 біла тура · f6 білий кінь · c5 біла тура · f5 білий пішак · g5 чорний король · e3 білий кінь · g3 білий пішак · c2 чорний ферзь · a1 чорний слон · c1 білий слон · f1 чорна тура | d8 білий ферзь · e8 білий слон · g7 білий король · h7 білий пішак · d6 біла тура · f6 білий кінь · c5 біла тура · f5 білий пішак · g5 чорний король · e3 білий кінь · g3 білий пішак · c2 чорний ферзь · a1 чорний слон · c1 білий слон · f1 чорна тура | d8 білий ферзь · e8 білий слон · g7 білий король · h7 білий пішак · d6 біла тура · f6 білий кінь · c5 біла тура · f5 білий пішак · g5 чорний король · e3 білий кінь · g3 білий пішак · c2 чорний ферзь · a1 чорний слон · c1 білий слон · f1 чорна тура | d8 білий ферзь · e8 білий слон · g7 білий король · h7 білий пішак · d6 біла тура · f6 білий кінь · c5 біла тура · f5 білий пішак · g5 чорний король · e3 білий кінь · g3 білий пішак · c2 чорний ферзь · a1 чорний слон · c1 білий слон · f1 чорна тура | d8 білий ферзь · e8 білий слон · g7 білий король · h7 білий пішак · d6 біла тура · f6 білий кінь · c5 біла тура · f5 білий пішак · g5 чорний король · e3 білий кінь · g3 білий пішак · c2 чорний ферзь · a1 чорний слон · c1 білий слон · f1 чорна тура | d8 білий ферзь · e8 білий слон · g7 білий король · h7 білий пішак · d6 біла тура · f6 білий кінь · c5 біла тура · f5 білий пішак · g5 чорний король · e3 білий кінь · g3 білий пішак · c2 чорний ферзь · a1 чорний слон · c1 білий слон · f1 чорна тура | d8 білий ферзь · e8 білий слон · g7 білий король · h7 білий пішак · d6 біла тура · f6 білий кінь · c5 біла тура · f5 білий пішак · g5 чорний король · e3 білий кінь · g3 білий пішак · c2 чорний ферзь · a1 чорний слон · c1 білий слон · f1 чорна тура | 8 |
| 7 | d8 білий ферзь · e8 білий слон · g7 білий король · h7 білий пішак · d6 біла тура · f6 білий кінь · c5 біла тура · f5 білий пішак · g5 чорний король · e3 білий кінь · g3 білий пішак · c2 чорний ферзь · a1 чорний слон · c1 білий слон · f1 чорна тура | d8 білий ферзь · e8 білий слон · g7 білий король · h7 білий пішак · d6 біла тура · f6 білий кінь · c5 біла тура · f5 білий пішак · g5 чорний король · e3 білий кінь · g3 білий пішак · c2 чорний ферзь · a1 чорний слон · c1 білий слон · f1 чорна тура | d8 білий ферзь · e8 білий слон · g7 білий король · h7 білий пішак · d6 біла тура · f6 білий кінь · c5 біла тура · f5 білий пішак · g5 чорний король · e3 білий кінь · g3 білий пішак · c2 чорний ферзь · a1 чорний слон · c1 білий слон · f1 чорна тура | d8 білий ферзь · e8 білий слон · g7 білий король · h7 білий пішак · d6 біла тура · f6 білий кінь · c5 біла тура · f5 білий пішак · g5 чорний король · e3 білий кінь · g3 білий пішак · c2 чорний ферзь · a1 чорний слон · c1 білий слон · f1 чорна тура | d8 білий ферзь · e8 білий слон · g7 білий король · h7 білий пішак · d6 біла тура · f6 білий кінь · c5 біла тура · f5 білий пішак · g5 чорний король · e3 білий кінь · g3 білий пішак · c2 чорний ферзь · a1 чорний слон · c1 білий слон · f1 чорна тура | d8 білий ферзь · e8 білий слон · g7 білий король · h7 білий пішак · d6 біла тура · f6 білий кінь · c5 біла тура · f5 білий пішак · g5 чорний король · e3 білий кінь · g3 білий пішак · c2 чорний ферзь · a1 чорний слон · c1 білий слон · f1 чорна тура | d8 білий ферзь · e8 білий слон · g7 білий король · h7 білий пішак · d6 біла тура · f6 білий кінь · c5 біла тура · f5 білий пішак · g5 чорний король · e3 білий кінь · g3 білий пішак · c2 чорний ферзь · a1 чорний слон · c1 білий слон · f1 чорна тура | d8 білий ферзь · e8 білий слон · g7 білий король · h7 білий пішак · d6 біла тура · f6 білий кінь · c5 біла тура · f5 білий пішак · g5 чорний король · e3 білий кінь · g3 білий пішак · c2 чорний ферзь · a1 чорний слон · c1 білий слон · f1 чорна тура | 7 |
| 6 | d8 білий ферзь · e8 білий слон · g7 білий король · h7 білий пішак · d6 біла тура · f6 білий кінь · c5 біла тура · f5 білий пішак · g5 чорний король · e3 білий кінь · g3 білий пішак · c2 чорний ферзь · a1 чорний слон · c1 білий слон · f1 чорна тура | d8 білий ферзь · e8 білий слон · g7 білий король · h7 білий пішак · d6 біла тура · f6 білий кінь · c5 біла тура · f5 білий пішак · g5 чорний король · e3 білий кінь · g3 білий пішак · c2 чорний ферзь · a1 чорний слон · c1 білий слон · f1 чорна тура | d8 білий ферзь · e8 білий слон · g7 білий король · h7 білий пішак · d6 біла тура · f6 білий кінь · c5 біла тура · f5 білий пішак · g5 чорний король · e3 білий кінь · g3 білий пішак · c2 чорний ферзь · a1 чорний слон · c1 білий слон · f1 чорна тура | d8 білий ферзь · e8 білий слон · g7 білий король · h7 білий пішак · d6 біла тура · f6 білий кінь · c5 біла тура · f5 білий пішак · g5 чорний король · e3 білий кінь · g3 білий пішак · c2 чорний ферзь · a1 чорний слон · c1 білий слон · f1 чорна тура | d8 білий ферзь · e8 білий слон · g7 білий король · h7 білий пішак · d6 біла тура · f6 білий кінь · c5 біла тура · f5 білий пішак · g5 чорний король · e3 білий кінь · g3 білий пішак · c2 чорний ферзь · a1 чорний слон · c1 білий слон · f1 чорна тура | d8 білий ферзь · e8 білий слон · g7 білий король · h7 білий пішак · d6 біла тура · f6 білий кінь · c5 біла тура · f5 білий пішак · g5 чорний король · e3 білий кінь · g3 білий пішак · c2 чорний ферзь · a1 чорний слон · c1 білий слон · f1 чорна тура | d8 білий ферзь · e8 білий слон · g7 білий король · h7 білий пішак · d6 біла тура · f6 білий кінь · c5 біла тура · f5 білий пішак · g5 чорний король · e3 білий кінь · g3 білий пішак · c2 чорний ферзь · a1 чорний слон · c1 білий слон · f1 чорна тура | d8 білий ферзь · e8 білий слон · g7 білий король · h7 білий пішак · d6 біла тура · f6 білий кінь · c5 біла тура · f5 білий пішак · g5 чорний король · e3 білий кінь · g3 білий пішак · c2 чорний ферзь · a1 чорний слон · c1 білий слон · f1 чорна тура | 6 |
| 5 | d8 білий ферзь · e8 білий слон · g7 білий король · h7 білий пішак · d6 біла тура · f6 білий кінь · c5 біла тура · f5 білий пішак · g5 чорний король · e3 білий кінь · g3 білий пішак · c2 чорний ферзь · a1 чорний слон · c1 білий слон · f1 чорна тура | d8 білий ферзь · e8 білий слон · g7 білий король · h7 білий пішак · d6 біла тура · f6 білий кінь · c5 біла тура · f5 білий пішак · g5 чорний король · e3 білий кінь · g3 білий пішак · c2 чорний ферзь · a1 чорний слон · c1 білий слон · f1 чорна тура | d8 білий ферзь · e8 білий слон · g7 білий король · h7 білий пішак · d6 біла тура · f6 білий кінь · c5 біла тура · f5 білий пішак · g5 чорний король · e3 білий кінь · g3 білий пішак · c2 чорний ферзь · a1 чорний слон · c1 білий слон · f1 чорна тура | d8 білий ферзь · e8 білий слон · g7 білий король · h7 білий пішак · d6 біла тура · f6 білий кінь · c5 біла тура · f5 білий пішак · g5 чорний король · e3 білий кінь · g3 білий пішак · c2 чорний ферзь · a1 чорний слон · c1 білий слон · f1 чорна тура | d8 білий ферзь · e8 білий слон · g7 білий король · h7 білий пішак · d6 біла тура · f6 білий кінь · c5 біла тура · f5 білий пішак · g5 чорний король · e3 білий кінь · g3 білий пішак · c2 чорний ферзь · a1 чорний слон · c1 білий слон · f1 чорна тура | d8 білий ферзь · e8 білий слон · g7 білий король · h7 білий пішак · d6 біла тура · f6 білий кінь · c5 біла тура · f5 білий пішак · g5 чорний король · e3 білий кінь · g3 білий пішак · c2 чорний ферзь · a1 чорний слон · c1 білий слон · f1 чорна тура | d8 білий ферзь · e8 білий слон · g7 білий король · h7 білий пішак · d6 біла тура · f6 білий кінь · c5 біла тура · f5 білий пішак · g5 чорний король · e3 білий кінь · g3 білий пішак · c2 чорний ферзь · a1 чорний слон · c1 білий слон · f1 чорна тура | d8 білий ферзь · e8 білий слон · g7 білий король · h7 білий пішак · d6 біла тура · f6 білий кінь · c5 біла тура · f5 білий пішак · g5 чорний король · e3 білий кінь · g3 білий пішак · c2 чорний ферзь · a1 чорний слон · c1 білий слон · f1 чорна тура | 5 |
| 4 | d8 білий ферзь · e8 білий слон · g7 білий король · h7 білий пішак · d6 біла тура · f6 білий кінь · c5 біла тура · f5 білий пішак · g5 чорний король · e3 білий кінь · g3 білий пішак · c2 чорний ферзь · a1 чорний слон · c1 білий слон · f1 чорна тура | d8 білий ферзь · e8 білий слон · g7 білий король · h7 білий пішак · d6 біла тура · f6 білий кінь · c5 біла тура · f5 білий пішак · g5 чорний король · e3 білий кінь · g3 білий пішак · c2 чорний ферзь · a1 чорний слон · c1 білий слон · f1 чорна тура | d8 білий ферзь · e8 білий слон · g7 білий король · h7 білий пішак · d6 біла тура · f6 білий кінь · c5 біла тура · f5 білий пішак · g5 чорний король · e3 білий кінь · g3 білий пішак · c2 чорний ферзь · a1 чорний слон · c1 білий слон · f1 чорна тура | d8 білий ферзь · e8 білий слон · g7 білий король · h7 білий пішак · d6 біла тура · f6 білий кінь · c5 біла тура · f5 білий пішак · g5 чорний король · e3 білий кінь · g3 білий пішак · c2 чорний ферзь · a1 чорний слон · c1 білий слон · f1 чорна тура | d8 білий ферзь · e8 білий слон · g7 білий король · h7 білий пішак · d6 біла тура · f6 білий кінь · c5 біла тура · f5 білий пішак · g5 чорний король · e3 білий кінь · g3 білий пішак · c2 чорний ферзь · a1 чорний слон · c1 білий слон · f1 чорна тура | d8 білий ферзь · e8 білий слон · g7 білий король · h7 білий пішак · d6 біла тура · f6 білий кінь · c5 біла тура · f5 білий пішак · g5 чорний король · e3 білий кінь · g3 білий пішак · c2 чорний ферзь · a1 чорний слон · c1 білий слон · f1 чорна тура | d8 білий ферзь · e8 білий слон · g7 білий король · h7 білий пішак · d6 біла тура · f6 білий кінь · c5 біла тура · f5 білий пішак · g5 чорний король · e3 білий кінь · g3 білий пішак · c2 чорний ферзь · a1 чорний слон · c1 білий слон · f1 чорна тура | d8 білий ферзь · e8 білий слон · g7 білий король · h7 білий пішак · d6 біла тура · f6 білий кінь · c5 біла тура · f5 білий пішак · g5 чорний король · e3 білий кінь · g3 білий пішак · c2 чорний ферзь · a1 чорний слон · c1 білий слон · f1 чорна тура | 4 |
| 3 | d8 білий ферзь · e8 білий слон · g7 білий король · h7 білий пішак · d6 біла тура · f6 білий кінь · c5 біла тура · f5 білий пішак · g5 чорний король · e3 білий кінь · g3 білий пішак · c2 чорний ферзь · a1 чорний слон · c1 білий слон · f1 чорна тура | d8 білий ферзь · e8 білий слон · g7 білий король · h7 білий пішак · d6 біла тура · f6 білий кінь · c5 біла тура · f5 білий пішак · g5 чорний король · e3 білий кінь · g3 білий пішак · c2 чорний ферзь · a1 чорний слон · c1 білий слон · f1 чорна тура | d8 білий ферзь · e8 білий слон · g7 білий король · h7 білий пішак · d6 біла тура · f6 білий кінь · c5 біла тура · f5 білий пішак · g5 чорний король · e3 білий кінь · g3 білий пішак · c2 чорний ферзь · a1 чорний слон · c1 білий слон · f1 чорна тура | d8 білий ферзь · e8 білий слон · g7 білий король · h7 білий пішак · d6 біла тура · f6 білий кінь · c5 біла тура · f5 білий пішак · g5 чорний король · e3 білий кінь · g3 білий пішак · c2 чорний ферзь · a1 чорний слон · c1 білий слон · f1 чорна тура | d8 білий ферзь · e8 білий слон · g7 білий король · h7 білий пішак · d6 біла тура · f6 білий кінь · c5 біла тура · f5 білий пішак · g5 чорний король · e3 білий кінь · g3 білий пішак · c2 чорний ферзь · a1 чорний слон · c1 білий слон · f1 чорна тура | d8 білий ферзь · e8 білий слон · g7 білий король · h7 білий пішак · d6 біла тура · f6 білий кінь · c5 біла тура · f5 білий пішак · g5 чорний король · e3 білий кінь · g3 білий пішак · c2 чорний ферзь · a1 чорний слон · c1 білий слон · f1 чорна тура | d8 білий ферзь · e8 білий слон · g7 білий король · h7 білий пішак · d6 біла тура · f6 білий кінь · c5 біла тура · f5 білий пішак · g5 чорний король · e3 білий кінь · g3 білий пішак · c2 чорний ферзь · a1 чорний слон · c1 білий слон · f1 чорна тура | d8 білий ферзь · e8 білий слон · g7 білий король · h7 білий пішак · d6 біла тура · f6 білий кінь · c5 біла тура · f5 білий пішак · g5 чорний король · e3 білий кінь · g3 білий пішак · c2 чорний ферзь · a1 чорний слон · c1 білий слон · f1 чорна тура | 3 |
| 2 | d8 білий ферзь · e8 білий слон · g7 білий король · h7 білий пішак · d6 біла тура · f6 білий кінь · c5 біла тура · f5 білий пішак · g5 чорний король · e3 білий кінь · g3 білий пішак · c2 чорний ферзь · a1 чорний слон · c1 білий слон · f1 чорна тура | d8 білий ферзь · e8 білий слон · g7 білий король · h7 білий пішак · d6 біла тура · f6 білий кінь · c5 біла тура · f5 білий пішак · g5 чорний король · e3 білий кінь · g3 білий пішак · c2 чорний ферзь · a1 чорний слон · c1 білий слон · f1 чорна тура | d8 білий ферзь · e8 білий слон · g7 білий король · h7 білий пішак · d6 біла тура · f6 білий кінь · c5 біла тура · f5 білий пішак · g5 чорний король · e3 білий кінь · g3 білий пішак · c2 чорний ферзь · a1 чорний слон · c1 білий слон · f1 чорна тура | d8 білий ферзь · e8 білий слон · g7 білий король · h7 білий пішак · d6 біла тура · f6 білий кінь · c5 біла тура · f5 білий пішак · g5 чорний король · e3 білий кінь · g3 білий пішак · c2 чорний ферзь · a1 чорний слон · c1 білий слон · f1 чорна тура | d8 білий ферзь · e8 білий слон · g7 білий король · h7 білий пішак · d6 біла тура · f6 білий кінь · c5 біла тура · f5 білий пішак · g5 чорний король · e3 білий кінь · g3 білий пішак · c2 чорний ферзь · a1 чорний слон · c1 білий слон · f1 чорна тура | d8 білий ферзь · e8 білий слон · g7 білий король · h7 білий пішак · d6 біла тура · f6 білий кінь · c5 біла тура · f5 білий пішак · g5 чорний король · e3 білий кінь · g3 білий пішак · c2 чорний ферзь · a1 чорний слон · c1 білий слон · f1 чорна тура | d8 білий ферзь · e8 білий слон · g7 білий король · h7 білий пішак · d6 біла тура · f6 білий кінь · c5 біла тура · f5 білий пішак · g5 чорний король · e3 білий кінь · g3 білий пішак · c2 чорний ферзь · a1 чорний слон · c1 білий слон · f1 чорна тура | d8 білий ферзь · e8 білий слон · g7 білий король · h7 білий пішак · d6 біла тура · f6 білий кінь · c5 біла тура · f5 білий пішак · g5 чорний король · e3 білий кінь · g3 білий пішак · c2 чорний ферзь · a1 чорний слон · c1 білий слон · f1 чорна тура | 2 |
| 1 | d8 білий ферзь · e8 білий слон · g7 білий король · h7 білий пішак · d6 біла тура · f6 білий кінь · c5 біла тура · f5 білий пішак · g5 чорний король · e3 білий кінь · g3 білий пішак · c2 чорний ферзь · a1 чорний слон · c1 білий слон · f1 чорна тура | d8 білий ферзь · e8 білий слон · g7 білий король · h7 білий пішак · d6 біла тура · f6 білий кінь · c5 біла тура · f5 білий пішак · g5 чорний король · e3 білий кінь · g3 білий пішак · c2 чорний ферзь · a1 чорний слон · c1 білий слон · f1 чорна тура | d8 білий ферзь · e8 білий слон · g7 білий король · h7 білий пішак · d6 біла тура · f6 білий кінь · c5 біла тура · f5 білий пішак · g5 чорний король · e3 білий кінь · g3 білий пішак · c2 чорний ферзь · a1 чорний слон · c1 білий слон · f1 чорна тура | d8 білий ферзь · e8 білий слон · g7 білий король · h7 білий пішак · d6 біла тура · f6 білий кінь · c5 біла тура · f5 білий пішак · g5 чорний король · e3 білий кінь · g3 білий пішак · c2 чорний ферзь · a1 чорний слон · c1 білий слон · f1 чорна тура | d8 білий ферзь · e8 білий слон · g7 білий король · h7 білий пішак · d6 біла тура · f6 білий кінь · c5 біла тура · f5 білий пішак · g5 чорний король · e3 білий кінь · g3 білий пішак · c2 чорний ферзь · a1 чорний слон · c1 білий слон · f1 чорна тура | d8 білий ферзь · e8 білий слон · g7 білий король · h7 білий пішак · d6 біла тура · f6 білий кінь · c5 біла тура · f5 білий пішак · g5 чорний король · e3 білий кінь · g3 білий пішак · c2 чорний ферзь · a1 чорний слон · c1 білий слон · f1 чорна тура | d8 білий ферзь · e8 білий слон · g7 білий король · h7 білий пішак · d6 біла тура · f6 білий кінь · c5 біла тура · f5 білий пішак · g5 чорний король · e3 білий кінь · g3 білий пішак · c2 чорний ферзь · a1 чорний слон · c1 білий слон · f1 чорна тура | d8 білий ферзь · e8 білий слон · g7 білий король · h7 білий пішак · d6 біла тура · f6 білий кінь · c5 біла тура · f5 білий пішак · g5 чорний король · e3 білий кінь · g3 білий пішак · c2 чорний ферзь · a1 чорний слон · c1 білий слон · f1 чорна тура | 1 |
|   | a | b | c | d | e | f | g | h |   |

1. Kf8! ~ 2. Se4#
1. ... D:f5 2. S:f1#
1. ... T:f5 2. S:c2#
1. ... Kh6 2. Seg4#